# Мильцов (управление)
Управление Мильцов является амтом в районе Северная Передняя Померания, Мекленбург — Передняя Померания. 
Населяют управление преимущественно немцы.
Управление Мильцов занимает площадь 228,73 км². Код автомобильных номеров — OVP. Интернет-домен — .de.

## Административное деление
В состав управления входят:
1. Бенкендорф (402)
2. Брандсхаген (1 270)
3. Эльменхорст (759)
4. Хорст (518)
5. Кирхдорф (584)
6. Мильцов (1 399)
7. Райнберг (1 166)
8. Вильмсхаген (300)
9. Виттенхаген (1 269)